# Последняя надежда (фильм, 2005)
«Последняя надежда», также «Тьма» (хинди ब्लैक, англ. Black) — болливудский фильм режиссёра Санджая Лила Бхансали 2005 года. Главные роли исполнили Амитабх Баччан и Рани Мукерджи. Картина основана на истории жизни американки Хелен Келлер, в раннем детстве лишившейся зрения и слуха. «Последняя надежда» была удостоена самой престижной кинопремии Болливуда Filmfare Awards в рекордных 11 категориях, в том числе за лучший фильм и лучший фильм по мнению критиков .

## Сюжет
Слепоглухая женщина Мишель Макнелли навещает в больнице своего бывшего учителя Девраджа Сахая, страдающего болезнью Альцгеймера.
Во флешбэке рассказывается, что Мишель было восемнадцать месяцев, когда в результате перенесённой скарлатины она полностью потеряла зрение и слух. Из-за отсутствия воспитания к восьми годам она стала грубым и неуправляемым ребёнком. Отчаивавшиеся родители Мишель, Пол и Кэтрин Макнелли, пригласили для её воспитания учителя Девраджа Сахая, несмотря на то, что он страдал алкоголизмом и был полностью разочарован в жизни.
Деврадж попытался обучить Мишель читать шрифт Брайля и общаться с другими людьми при помощи тактильного языка. Он использовал резкие и порой жёсткие методы, которые вызывали неодобрение отца Мишель. Тот велел Сахаю уехать, но учитель решил тайно остаться в доме на 20 дней, в то время как Пол Макнелли был в командировке. Кэтрин, хоть и с неохотой, но согласилась на дальнейшие занятия с её дочерью.
За 20 дней Сахай достиг некоторых успехов в обучении девочки, но не смог добиться главной цели: Мишель должна была понять, что у каждого предмета есть своё название. Так как Пол вернулся домой, Деврадж был вынужден покинуть ученицу. Однако, покидая дом, он разозлился на девочку из-за её поведения и столкнул её в фонтан. Внезапно она поняла, что определённые прикосновения к руке означают «вода», также она начала узнавать своих родителей и произносить короткие слова. После этого семья Макнелли решила оставить учителя в доме.
Много лет спустя Мишель оканчивает школу для слепых и пытается получить степень бакалавра гуманитарных наук, но постоянно терпит неудачу. Тем не менее, она пребывает в хорошем расположении духа и мирится со своей сестрой Сарой, которая, как выясняется, много лет завидовала Мишель из-за привязанности родителей к ней. После свадьбы Сары Мишель также задумывается о любви, и даже просит Сахая поцеловать её в губы, на что он неохотно соглашается. Спустя 12 лет Мишель удаётся получить квалификацию бакалавра.
В то же время у Сахая начинают проявляться признаки болезни Альцгеймера. Когда он теряет память, его кладут в психиатрическую больницу. Теперь учитель и ученица меняются ролями, и уже Мишель учит Сахая правильно произносить слова и понимать окружающий мир.
В финальной сцене показано, как множество людей, одетых в чёрное, несут гроб к церкви. Закадровый голос читает письмо Мишель, адресованное подруге Девраджа госпоже Наир. В письме Мишель написала, что алфавит Сахая, как и её собственный, начался с букв «B L A C K» (рус. Т Ь М А), подразумевая, что Деврадж умер.

## В ролях
| Актёр                | Роль                      |
| -------------------- | ------------------------- |
| Амитабх Баччан       | Деврадж Сахай             |
| Рани Мукерджи        | Мишель Макнелли           |
| Аеша Капур           | Мишель Макнелли в детстве |
| Шерназ Патель        | Кэтрин Макнелли           |
| Дхритиман Чаттерджи  | Пол Макнелли              |
| Нандана Сен          | Сара Макнелли             |
| Силло Махава         | госпожа Гомес             |
| Махабану Моди-Котуал | госпожа Нэр               |

## История создания
Идея создания фильма впервые появилась у Санджая Лилы Бхансали в 1995 году во время съёмок картины «Мир музыки». Он был вдохновлён автобиографией слепоглухой американки Хелен Келлер«История моей жизни», в которой Келлер рассказала о своём обучении у Энн Салливан. Бхансали посетил Институт Хелен Келлер, специализирующийся на обучении детей-инвалидов. Большая часть картины основана на его наблюдениях за отношениями между студентами и профессорами в институте. Также режиссёр прочёл автобиографию глухонемой пианистки Джеральдин Лоухорн. Также отмечается, что «Последняя надежда» во многом повторяет фильм Артура Пенна 1962 года о Келлер «Сотворившая чудо», однако Бхансали нигде не упоминал о заимствованиях.
Первоначально Бхансали планировал снять низкобюджетный фильм на хинди и английском, чтобы разнообразить свою кинематографическую деятельность после выхода дорогой картины «Девдас».
По словам режиссёра, он с детства был «несгибаемым поклонником» Амитабха. Он смог снять кумира в своём фильме после того, как Баччан увидел фильм «Навеки твоя» и обратился к режиссёру с предложением участвовать в каком-либо из его проектов в качестве главного героя. Когда Бхансали впервые предложил актрисе Рани Мукерджи исполнить в фильме роль Мишель, она долго сомневалась, так как считала, что эта работа будет слишком сложной для неё. Для 10-летней Аеши Капур роль Мишель в детстве стала дебютом в кино.
Фильм был снят в индийских городах Шимла и Мумбаи. Актёры и съёмочная команда испытали много трудностей в течение процесса создания картины. Правительство Индии долго не давало согласия на проведение съёмок, задерживая создание фильма. В феврале 2004 года в Мумбаи случился пожар. Огонь повредил костюмы и декорации фильма. Бхансали был вынужден заново переснять все павильонные сцены. Во время наружных съёмок в Шимле потребовался снег, и чтобы создать снежный пейзаж режиссёр вызвал команду из Мумбаи.
Во время съёмок Мукерджи носила контактные линзы, чтобы придать своим глазам сходство с глазами слепых. Также ей пришлось вместе с Амитабхом в течение семи месяцев изучать язык жестов и шрифт Брайля. Им помогала группа слепоглухих студентов, обучавшая актёров языку жестов, в том числе слепоглухой юноша Замир Дале. После выхода фильма Дале обвинил Бхансали в том, что тот не заплатил ему за работу. Однако сам режиссёр заявил, что он изначально договорился с директором Института Хелен Келлер о безвозмездности услуг студентов, так как его фильм поможет привлечь внимание к проблемам слепых и глухих людей.
В 2013 году в Турции вышел ремейк картины Бхансали «Мой мир». По словам режиссёра, турецкие кинематографисты не приобрели у него права на съёмки ремейка.

## Релиз
Фильм «Последняя надежда» первоначально планировалось выпустить 10 декабря 2004 года, но Бхансали решил отложить релиз. Картина была выпущена 4 февраля 2005 года в 170 городах Индии — достаточно небольшом количестве по сравнению с большинством высокобюджетных фильмов Болливуда. Она была показана на Каннский кинофестиваля 2005 года и также входила в программу таких фестивалей, как Касабланский кинофестиваль и Индийский международный кинофестиваль.
«Последняя надежда» заняла одиннадцатое место в списке самых коммерчески успешных болливудских фильмов 2005 года в Индии. Это было определено сайтом «BoxOffice India.com» как средний успех. В то же время, картина заняла первое место по сборам за рубежом. Фильм шёл в прокате в Великобритании и США. Наиболее успешным был прокат в Южной Корее.

## Критика
Фильм получил в основном положительные отзывы со стороны критиков. В профессиональных обзорах была высока оценена игра Баччана, Мукерджи и Капур. Критик Марк Р. Липир сказал: «Бхансали построил визуально красивый фильм вокруг истории „сотворившей чудо“. Трудно представить, что такой изящный и приятный фильм был выпущен в Болливуде». По мнению рецензента из FutureMovies, «Последняя надежда» заметно отличается от других болливудских фильмов. В ней нет песен и сцен танцев или сражений. По её словам, фильм поэтому может быть более успешным за рубежом, нежели чем в Индии.
Ведущий кинокритик журнала «Time» Ричард Корлисс причислил «Последнюю надежду» к лучшим фильмам 2005 года, поставив её на пятое место. Фильм занял первое место в списке газеты Indiatimes «25 фильмов Болливуда, которые нужно посмотреть».

## Саундтрек
А. Р. Рахман первоначально должен был писать музыку для фильма, но он отказался из-за плотных графиков. Саундтрек сочинил Монти Шарма. В отличие от большинства болливудских фильмов, саундтрек «Последней надежды» состоит только из одной песни «Haan maine chookar dekha hain», которую исполнила Гаятри Айер.

## Награды и номинации
| Награды и номинации                      | Награды и номинации                  | Награды и номинации   | Награды и номинации |
| Награда                                  | Категория                            | Номинирован(а)        | Итог                |
| ---------------------------------------- | ------------------------------------ | --------------------- | ------------------- |
| Apsara Awards                            | Лучший фильм                         |                       | Победа              |
| Apsara Awards                            | Лучший режиссёр                      | Санджай Лила Бхансали | Победа              |
| Apsara Awards                            | Лучший актёр                         | Амитабх Баччан        | Победа              |
| Apsara Awards                            | Лучшая актриса                       | Рани Мукерджи         | Победа              |
| Apsara Awards                            | Лучшая актриса второго плана         | Аеша Капур            | Победа              |
| Apsara Awards                            | Лучший сценарий                      | Санджай Лила Бхансали | Победа              |
| Apsara Awards                            | Лучшая операторская работа           | Рави Чандран          | Победа              |
| Apsara Awards                            | Лучшая звукозапись                   | Ресул Покутти         | Победа              |
| Apsara Awards                            | Лучшая работа художника-постановщика | Омунг Кумар           | Победа              |
| International Indian Film Academy Awards | Лучший фильм                         |                       | Победа              |
| International Indian Film Academy Awards | Лучший режиссёр                      | Санджай Лила Бхансали | Победа              |
| International Indian Film Academy Awards | Лучший актёр                         | Амитабх Баччан        | Победа              |
| International Indian Film Academy Awards | Лучшая актриса                       | Рани Мукерджи         | Победа              |
| International Indian Film Academy Awards | Лучшая актриса второго плана         | Аеша Капур            | Победа              |
| International Indian Film Academy Awards | Лучшая операторская работа           | Рави Чандран          | Победа              |
| International Indian Film Academy Awards | Лучший монтаж                        | Бела Сигал            | Победа              |
| International Indian Film Academy Awards | Лучший звук                          | Ануп Дев              | Победа              |
| International Indian Film Academy Awards | Лучшая фоновая музыка                | Монти Шарма           | Победа              |
| International Indian Film Academy Awards | Лучший сценарий                      | Санджай Лила Бхансали | Номинация           |
| International Indian Film Academy Awards | Лучшая актриса второго плана         | Шерназ Патель         | Номинация           |
| Filmfare Awards                          | Лучший фильм                         |                       | Победа              |
| Filmfare Awards                          | Лучший фильм по мнению критиков      |                       | Победа              |
| Filmfare Awards                          | Лучший режиссёр                      | Санджай Лила Бхансали | Победа              |
| Filmfare Awards                          | Лучший актёр                         | Амитабх Баччан        | Победа              |
| Filmfare Awards                          | Лучший актёр по мнению критиков      | Амитабх Баччан        | Победа              |
| Filmfare Awards                          | Лучшая актриса                       | Рани Мукерджи         | Победа              |
| Filmfare Awards                          | Лучшая актриса по мнению критиков    | Рани Мукерджи         | Победа              |
| Filmfare Awards                          | Лучшая актриса второго плана         | Аеша Капур            | Победа              |
| Filmfare Awards                          | Лучший фоновая музыка                | Монти Шарма           | Победа              |
| Filmfare Awards                          | Лучшая операторская работа           | Рави Чандран          | Победа              |
| Filmfare Awards                          | Лучший монтаж                        | Бела Сегал            | Победа              |
| Национальная кинопремия                  | Лучший фильм на хинди                |                       | Победа              |
| Национальная кинопремия                  | Лучший актёр                         | Амитабх Баччан        | Победа              |
| Screen Awards                            | Лучшая актриса                       | Рани Мукерджи         | Победа              |
| Screen Awards                            | Лучший сценарий                      | Санджай Лила Бхансали | Победа              |
| Screen Awards                            | Лучшая операторская работа           | Рави Чандран          | Победа              |
| Screen Awards                            | Лучший звук                          | Ресул Покутти         | Победа              |
| Screen Awards                            | Лучшая фоновая музыка                | Монти Шарма           | Победа              |
| Zee Cine Awards                          | Лучший режиссёр                      | Санджай Лила Бхансали | Победа              |
| Zee Cine Awards                          | Лучший актёр                         | Амитабх Баччан        | Победа              |
| Zee Cine Awards                          | Лучшая актриса                       | Рани Мукерджи         | Победа              |